# Lijst van records uit de geschiedenis van de Nederlandse Eredivisie (mannen)
Hier staan noemenswaardige records uit de geschiedenis van de Nederlandse Eredivisie (mannenvoetbal).

## Algemeen
- Aantal keer op rij landskampioen: – 4 – AFC Ajax 2011-2014 PSV 1986-1989 en 2005-2008
- Aantal keren kampioen sinds invoering van Eredivisie in 1956: – 28 – AFC Ajax (De acht titels voor 1956 waren niet in de Eredivisie.)

## Wedstrijden
- Doelpuntrijkste wedstrijd in de Eredivisie – Feyenoord – Ajax (9-5) (1960)
- Doelpuntrijkste gelijkspel in de Eredivisie – RKC Waalwijk – FC Twente (6-6) (1991)
- Meeste doelpunten door 1 club tijdens een Eredivisiewedstrijd – VVV Venlo – Ajax (0-13) (2020)
- Grootste thuiszege – Ajax – Vitesse (12-1) (1972)
- Grootste uitzege – VVV Venlo – Ajax (0-13) (2020)
- Meeste strafschoppen in een wedstrijd voor een club: PSV (4x) tijdens PSV – RBC Roosendaal op 2 februari 2005 (scheidsrechter Van der Hilst)
- Meeste eigen doelpunten in een wedstrijd: MVV (3x), tijdens PSV – MVV (8-1) (14 oktober 1989)
- Meeste bezoekers Eredivisiewedstrijd – Feyenoord – Ajax (65.150) (1969/1970)
- Meeste niet-Nederlandse spelers aan de aftrap van een wedstrijd – 19 – AZ – FC Groningen (14 augustus 2010)
- Meeste overwinningen op rij – 22 – PSV (10 mei t/m 20 december 1987)
- Meeste overwinningen op rij in een seizoen – 19 – Ajax (1971/1972)
- Meeste overwinningen op rij vanaf de seizoenstart – 17 – PSV (1987/1988, 2023/2024)
- Meeste overwinningen op rij van een club tegen een andere club – 17 – PSV winst op Willem II (2005-2014), PSV winst op PEC Zwolle (2015-2024)[1][2]
- Meeste nederlagen op rij – 14 – De Volewijckers (1962/1963), Willem II (20 maart t/m 26 september 2010)
- Langste reeks gelijke spelen – 8 – Sparta (26 april t/m 27 september 1992)
- Aantal duels achtereen gescoord – 65 – PSV (28 januari 2023 t/m 6 december 2024)
- Aantal duels achtereen niet gescoord – 11 (1045 minuten) – Excelsior (van 1970/1971 tot 1971/1972)
- Langst niet gepasseerde verdediging in de Eredivisie – 1159 min – PSV (2004/2005) (PSV gebruikte twee keepers: Edwin Zoetebier en Heurelho da Silva Gomes.)

## Seizoensrecords algemeen
- Meeste bezoekers Eredivisie in een seizoen – 6.067.288 (2008/2009)[3]
- Minste bezoekers Eredivisie in een seizoen – 2.076.000 (1987/1988)[4]
- Meeste doelpunten Eredivisie in een seizoen – Gemiddeld 3,88 per wedstrijd (1188 doelpunten in 306 wedstrijden) (1958/1959)
- Minste doelpunten Eredivisie in een seizoen – Gemiddeld 2,60 per wedstrijd (797 doelpunten in 306 wedstrijden) (1968/1969)[5]
- Meeste eigen doelpunten Eredivisie in een seizoen – 29 (2014/2015)
- Meeste doelpunten in een speelronde – 51 (1958/1959), ronde 2; (1997/1998), ronde 30
- Minste doelpunten in een speelronde – 12 (1969/70), ronde 25; (1971/72), ronde 2; (2001/02), ronde 34[6]

## Seizoensrecords clubs
- Meeste doelpunten van een ploeg in een seizoen – 122 – Ajax (1966/1967)
- Minste doelpunten van een ploeg in een seizoen – 16 – FC Volendam (1971/1972)
- Meeste tegendoelpunten in een seizoen – 111 – SHS (1958/1959) (in het seizoen 1962/1963 kreeg De Volewijckers in 30 wedstrijden 102 doelpunten tegen, dat is gemiddeld meer tegendoelpunten (3,40 om 3,26) per wedstrijd)
- Minste tegendoelpunten in een seizoen – 13 – FC Twente (1971/1972)
- Hoogste doelsaldo in een seizoen – +90 – Ajax 112-22 (1997/1998), PSV 111-21 (2023/2024)
- Laagste doelsaldo in een seizoen – −73 (26-99) – Heracles (1985/1986) (in het seizoen 1962/1963 bereikte De Volewijckers in 30 wedstrijden een doelsaldo van −71 (31-102), dat is gemiddeld een lager doelsaldo (−2,37 om −2,15) per wedstrijd)
- Meeste doelpunten voor en tegen in een seizoen – 165 (54-111) – SHS (1958/1959)
- Minste doelpunten voor en tegen in een seizoen – 59 (23-36) – Haarlem (1969/1970)
- Meeste overwinningen in een seizoen – 30 – Ajax (1971/1972), Ajax (1972/1973)
- Minste overwinningen in een seizoen – 1 – Haarlem (1970/1971), RBC Roosendaal (2005/2006)
- Minste nederlagen in een seizoen – 0 – Ajax (1994/1995)
- Meeste nederlagen in een seizoen – 29 – RKC Waalwijk (2009/2010)
- Meeste gelijke spelen in een seizoen – 18 – Sparta (1974/1975), PEC Zwolle (1978/1979), FC Twente (1988/1989)
- Minste gelijke spelen in een seizoen – 0 – Ajax (1972/1973), RKC Waalwijk (2009/2010)
- Meeste winstpunten in een seizoen – 63 (93) – Ajax (1971/1972) (tussen haakjes omgerekend naar 3-puntensysteem)
- Degradatie met meeste winstpunten – 29 (41) – Blauw Wit (1959/1960) (tussen haakjes omgerekend naar driepuntensysteem)
- Minste winstpunten in een seizoen – 6 – Vitesse (2023/2024)[7]
- Geheel seizoen koploper – 34 speelrondes – Ajax (1997/1998), Feyenoord (2016/2017)
- Langste reeks wedstrijden met minimaal één doelpunt vanaf seizoensstart – 34 – PSV (2023/2024)
- Langst doelpuntloos sinds start Eredivisie – 8 wedstrijden – Excelsior (1971/1972)
- Meeste doelpuntenmakers in een seizoen – 22 – PSV (2021/22)[8]

## Spelers
- Meeste wedstrijden in de Eredivisie – 687 – Pim Doesburg (Sparta, PSV)
- Meeste wedstrijden in de Eredivisie als niet-Nederlandse speler – 467 – Lasse Schöne (BV De Graafschap, SC Heerenveen, AFC Ajax en NEC)
- Meeste wedstrijden voor één club – 562 – Sander Boschker (FC Twente)
- Jongste speler in de Eredivisie – 15 jaar, 243 dagen – Jadiel Pereira da Gama (PEC Zwolle ) (2026)
- Oudste speler in de Eredivisie – 44 jaar, 9 maanden en 14 dagen – Jan Jongbloed (Go Ahead Eagles) (1985)
- Langst niet gepasseerde keeper in de Eredivisie – 1082 min – Heinz Stuy (Ajax) (1971)
- Meeste seizoenen topscorer – 5x – Ruud Geels (Ajax, Sparta), van 1975 tot en met 1978 en 1981
- Meest aantal keren topscorer achter elkaar – 4x – Ruud Geels (Ajax), van 1975 tot 1978, Marco van Basten (Ajax) van 1984 tot 1987
- Snelst geblesseerd – 15 s – Freddy ten Caat (FC Twente) (1987/1988)[9]
- Spelers met de meeste clubs in de Eredivisie –  7 –  Marco Boogers (DS '79, FC Utrecht, RKC, Fortuna Sittard, Sparta Rotterdam, FC Groningen, FC Volendam), Chris Dekker (AZ'67, NEC, DWS, FC Amsterdam, MVV, Sparta en Fortuna Sittard), Ruud Geels (Telstar, Feyenoord, Go Ahead Eagles, Ajax, Sparta, PSV en NAC), Youssouf Hersi (Ajax, NAC Breda, NEC, SC Heerenveen, Vitesse, FC Twente en De Graafschap), Henny Meijer (FC Volendam, Roda JC, Ajax, FC Groningen, Cambuur, SC Heerenveen en De Graafschap)[10][11], Erik Falkenburg (Sparta Rotterdam, AZ, N.E.C., Go Ahead Eagles, NAC Breda, Willem II, ADO Den Haag),  Ben Rienstra (Heracles Almelo, PEC Zwolle, AZ, Willem II, sc Heerenveen, Fortuna Sittard, SC Cambuur).
- Oudste debuterende speler in de Eredivisie: Dieter Burdenski (Vitesse), 39 jaar in 1990

## Coaches
- Aantal keer landskampioen: – 6 – Guus Hiddink
- Aantal keer op rij landskampioen: – 4 – Frank de Boer (2011 tot 2014)
- Meest gecoachte wedstrijden: 741 – Bert Jacobs
- Jongste trainer – 21 jaar en 92 dagen – Hans Croon (BVC Amsterdam) (1957)[12]
- Oudste trainer – 73 jaar, 7 maanden en 26 dagen – Dick Advocaat (Feyenoord) (2021)

## Scheidsrechters
- Meeste wedstrijden gefloten in de Eredivisie – 541 – Roelof Luinge 1984-2010
- Jongste debuterende scheidsrechter in de Eredivisie: Serdar Gözübüyük (24), seizoen 2009/2010

## Doelpunten
- Meeste doelpunten in de Eredivisie – 311 – Willy van der Kuijlen (PSV/MVV)
- Beste doelpuntratio van topscorers in de Eredivisie – 128 doelpunten uit 133 wedstrijden (0,96 doelpunt per wedstrijd) – Marco van Basten (Ajax)
- Meeste doelpunten in een seizoen in de Eredivisie – 43 – Coen Dillen (PSV) (1956/1957)
- Meeste doelpunten door een voetballer in een Eredivisiewedstrijd – 7 – Afonso Alves (Heerenveen) (2007) tegen Heracles Almelo.[13]
- Meeste wedstrijden achtereen gescoord van een voetballer – 11 – Pierre van Hooijdonk (NAC) (1993/1994)
- Meeste wedstrijden achtereen gescoord vanaf competitiestart – 9 – Vangelis Pavlidis (AZ) (2023/24)[14]
- Snelste doelpunten in een Eredivisiewedstrijd – 8 seconden – Koos Waslander, 20 maart 1982 (NAC tegen PEC Zwolle, seizoen 1981/1982),[15] Vito van Crooij, 14 augustus 2022 (Sparta tegen AZ, seizoen 2022/2023)[16]
- Laatste doelpunt in een Eredivisiewedstrijd (na meest aantal gespeelde minuten) – 99 min – Michiel Kramer (Feyenoord) tegen FC Utrecht (2016/2017)[17]. Hierbij is geen rekening gehouden met eventuele extra tijd van de eerste helft.
- Snelste hattrick in de Eredivisie – 2 min – Jan Seelen (Ajax) tegen SHS (1959)
- Meeste hattricks in een wedstrijd – 2 – Johan Cruijff (Ajax) tegen AZ'67 (8-1) (1970), Afonso Alves (Heerenveen) tegen Heracles Almelo (9-0) (2007)
- Meeste eigen doelpunten in de Eredivisie: – 8 – Sven van Beek (Feyenoord, Willem II & Heerenveen)
- Meeste eigen doelpunten in een seizoen: – 3 – Timothy Derijck (ADO Den Haag, 2014/2015)[18], Thomas Bælum (Willem II, 2007/2008), Ricardo van Rhijn (AZ, 2018/2019).
- Meeste eigen doelpunten in een wedstrijd: – 2 – Hans Linders (MVV), tijdens PSV – MVV (14 oktober 1989), Job Hoomans (FC Twente), tijdens Go Ahead – FC Twente (29 augustus 1965), Heini Otto (FC Den Haag) tijdens Feyenoord-FC Den Haag (12 januari 1992);
- Snelste eigen doelpunt in de Eredivisie – 9 s – Arnold Kruiswijk (FC Groningen) tegen Heracles Almelo (2006/2007)[19]
- Meeste wedstrijden gespeeld zonder doelpunt (uitgezonderd eigen goal) – 303 – Arnold Kruiswijk (2002-2017)[20][21]
- Meest scorende debutant: – 4 – Reza Ghoochannejhad (PEC Zwolle) (2019/20)
- Jongste scorende debutant: Jaïro Riedewald (AFC Ajax): 17 jaar en 104 dagen. (2013/14)
- Jongste doelpuntenmaker: Wim Kras (Volendam), 16 jaar en 100 dagen. (1959/60)
- Jongste maker van een hattrick: Zakaria Bakkali (PSV), 17 jaar en 196 dagen. (2013/14)[22]
- Oudste doelpuntenmaker: Gijs Nass (VVV): 40 jaar en 255 dagen. (1961/62)
- Oudste maker van een hattrick: Abe Lenstra (Sportclub Enschede): 39 jaar en 163 dagen. (1959/60)[23]
- Meeste doelpunten door een keeper in de Eredivisie: – 7 – Nico van Zoghel (Go Ahead/DOS), waarvan zes bij Go Ahead

## Kaarten
- Snelste gele kaart in de Eredivisie – 3 s – Hans Kraay jr. (Dordrecht'90) bij Feyenoord-Dordrecht'90 (1992) en Diego Biseswar (Feyenoord) bij Feyenoord-Ajax (2008).
- Snelste rode kaart in de Eredivisie vanaf begin wedstrijd – 29 s – Jetro Willems (PSV tijdens NAC Breda – PSV (2014/2015)). Willems werd echter niet geschorst.[24][25]
- Snelste rode kaart in de Eredivisie vanaf invalbeurt – 19 s – Márcio Santos (Ajax) (1996/1997)
- Meeste gele kaarten in de Eredivisie – 84 – Patrick Pothuizen (NEC)
- Meeste gele kaarten in een seizoen – 12 – Guy Ramos (RKC Waalwijk) (2011/2012), Joeri de Kamps (NAC Breda) (2014/2015), Cristián Cuevas (FC Twente) (2017/2018), Tom Beugelsdijk (ADO Den Haag) (2018/2019)[26]
- Meeste rode kaarten in de Eredivisie – 8 – Nick Viergever (FC Utrecht)
- Meeste gele kaarten in een wedstrijd – 13 – (ADO Den Haag – Feyenoord, 10-8-2014), scheidsrechter Danny Makkelie

## Overtredingen
- Snelst gegeven strafschop: 8 s tijdens SC Heerenveen – Cambuur Leeuwarden, door scheidsrechter Richard Liesveld (19 oktober 2014)

## Transfers
- Duurste binnenlandse transfer – Miralem Sulejmani, van sc Heerenveen naar AFC Ajax voor € 16,25 miljoen (2008)
- Duurste transfer van buitenland naar Eredivisie – Steven Bergwijn van Tottenham Hotspur naar AFC Ajax voor € 31,25 miljoen (2022)[27]
- Duurste transfer van Eredivisie naar buitenland – Antony van AFC Ajax naar Manchester United voor € 100 miljoen euro (2022)[28]

2007/08 · 
2008/09 · 
2009/10 · 
2010/11 · 
2011/12 · 
2012/13 · 
2013/14
Lijst van records uit de geschiedenis van de Nederlandse Eredivisie